# Elio Martinis
Elio Martinis (Udine, 21 gennaio 1923 – ...) è stato un calciatore italiano, di ruolo difensore.

## Carriera
Con l'Udinese debutta nel campionato misto di Serie B-C Alta Italia 1945-1946 e successivamente gioca in Serie B nelle stagioni 1946-1947 e 1947-1948; al termine di quest'ultimo campionato retrocede con i friulani in Serie C ma dopo un anno ritorna tra i cadetti disputando il campionato di Serie B 1949-1950. Conta complessivamente 69 presenze in tre campionati di Serie B con la maglia dell'Udinese.
Nel 1950 passa alla Triestina, debuttando in Serie A il 7 gennaio 1951 nella gara Genoa-Triestina (3-2); in massima serie colleziona 3 presenze nella stagione 1950-1951.
Nel 1952 passa infine al Pordenone dove termina la carriera calcando per quattro anni i campi della IV Serie.

## Palmarès

### Club

#### Competizioni nazionali
- Serie C: 1

Udinese: 1948-1949
- IV Serie: 1

Pordenone: 1952-1953